# Йоан V (папа)
Вижте пояснителната страница за други личности с името Йоан V.
Йоан V е римски папа от 23 юли 685 г. до 2 август 686 г.
Сириец е по рождение. До избирането си е бил папски легат на Шестия Вселенски събор. Подчинил сардинската църква, която дотогава се стремила към самостоятелност, на римския престол.